# St. Anna (Aftersteg)

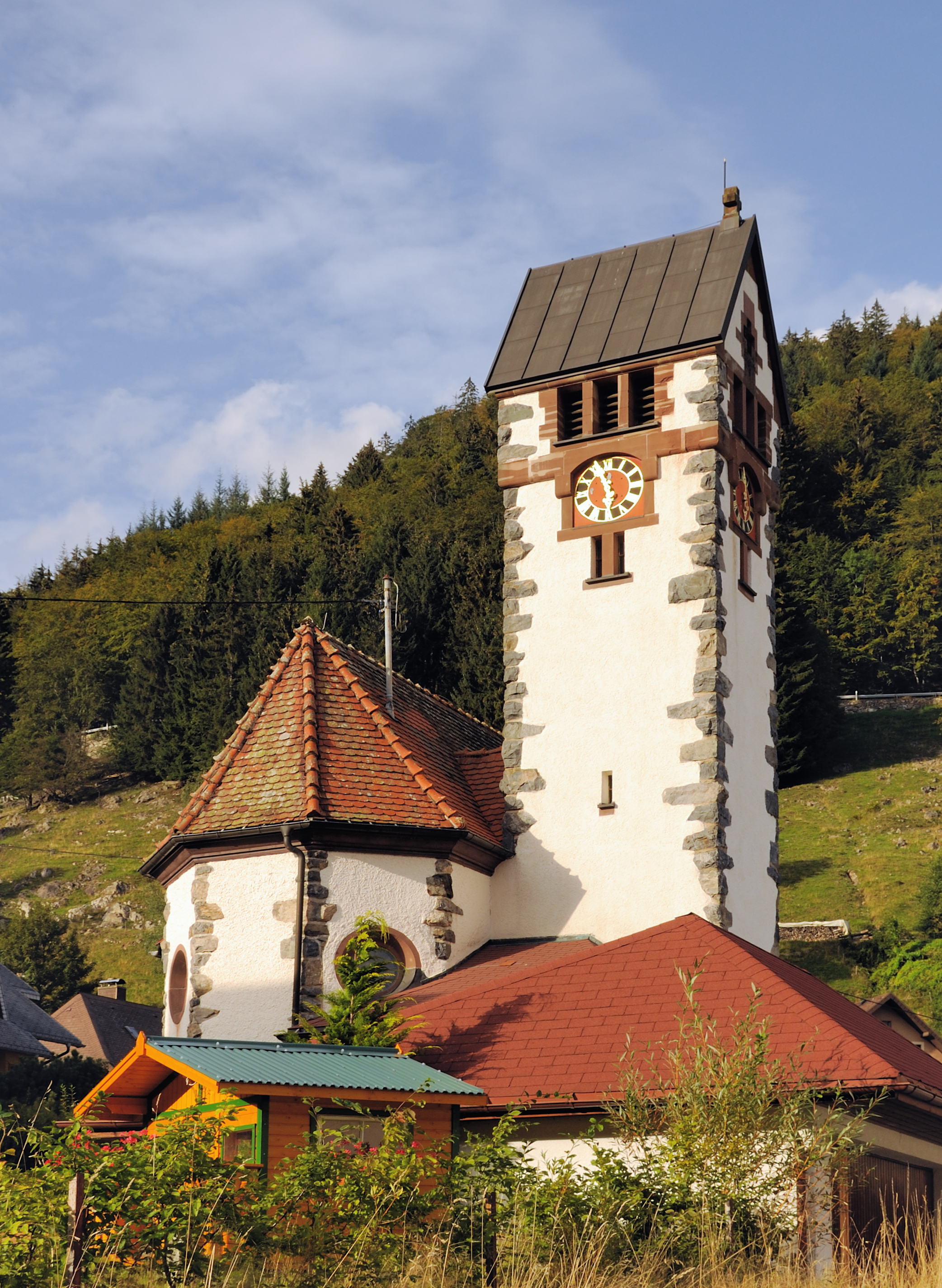
St. Anna in Todtnau-Afersteg

St. Anna ist eine katholische Filialkirche im Todtnauer Stadtteil Aftersteg. Das Anfang des 20. Jahrhunderts im neuromanischen Stil erbaute Gotteshaus mit eigenem Glockenturm ist aufgrund seiner Abmessungen die kleinste Kirche im Landkreis Lörrach. Die kleine Kirche gehört zur Seelsorgeeinheit Oberes Wiesental im Dekanat Wiesental der Erzdiözese Freiburg.

## Geschichte
Die Kirche St. Anna wurde nach Plänen von Raimund Jeblinger in den Jahren 1909 bis 1910 erbaut. Damit ersetzte sie die barocke St.-Nikolauskapelle um 1775. Einige Mauerteile dieses Vorgängerbaus mit Dachreiter und Zwiebelhaube waren noch älter. In den Jahren 1950 bis 1955 wurde der Glockenturm renoviert und in der Ecke zwischen ihm und dem Chor eine Sakristei eingefügt. Nach einer Renovierung in den 1960er Jahren musste das Gotteshaus in den Jahren 1981 bis 1984 entfeuchtet und von außen renoviert werden.

## Beschreibung

### Kirchenbau
An der Verbindungsstraße zwischen Todtnau und Notschrei befindet sich der Todtnauer Stadtteil Aftersteg. Im nördlichen Teil des Ortes auf 781 Meter Höhe befindet sich die Kirche St. Anna. Das Kirchengebäude besteht aus einem 13,95 × 6,35 Meter großen Rechtecksbau mit Walmdach und einem östlich dazu angebauten 17,35 Meter hohen Turm mit Satteldach. Die Abmessungen des Langhauses entsprechen eher einer Kapelle. Sie ist damit die kleinste Kirche mit einem separaten Glockenturm, der gleichzeitig der niedrigste ist. Unterhalb des Dachs weist der Turm zu jeder Seite drei rechteckige Klangarkaden auf, darunter befindet sich jeweils ein Zifferblatt der Turmuhr. Sowohl Turm wie Langhaus weisen im Sockelbereich an der ansonsten hell verputzten Fassade hervorstehende Natursteine auf, die sich an den Kanten als Eckquaderung weiter ziehen.

### Ausstattung und Innenraum

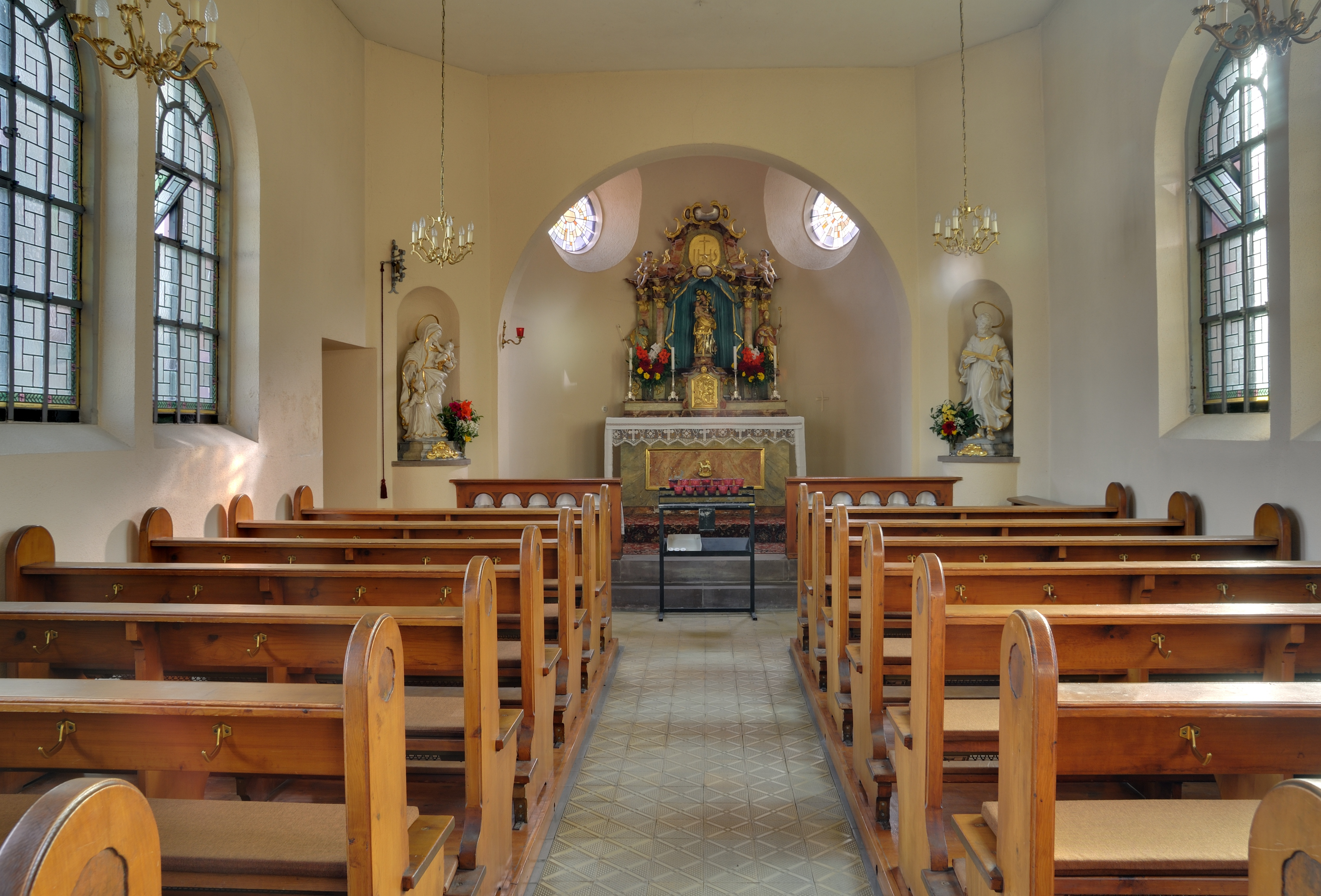
Innenraum mit Blick zum Altar

Das Innere ist mit einer flachen Decke eingezogen. Über dem Eingang befindet sich eine kleine Empore. Langhaus und Chor stehen durch einen rundbogigen Triumphbogen in Verbindung, in dessen Nischen rechts eine Josefsstatue mit Zimmermannswinkel (130 Zentimeter hoch) und links eine Anna selbstdritt (110 Zentimeter hoch) aufgestellt sind. Im Chor steht ein wertvoller Rokokoaltar von Mitte des 18. Jahrhunderts. Dieser wurde wohl vom Schönauer Schnitzer Franz Joseph Beckert von einem ursprünglichen Barockaltar umgearbeitet. Der Altar enthält drei Figuren: in der Mitte steht über einem blauen Baldachin Maria mit Jesuskind (85 Zentimeter hoch), seitlich dazu sind die Figuren vom heiligen Nikolaus und Wendelin (je 55 Zentimeter hoch) aufgestellt.

### Glocken
Das zweistimmige Geläut aus Sonderbronze setzt sich wie folgt zusammen:
| Glocke | Name                | Durchmesser | Gewicht | Schlagton | Gussjahr | Gießerei              |
| ------ | ------------------- | ----------- | ------- | --------- | -------- | --------------------- |
| 1      | Heilige Anna        | 614 mm      | 150 kg  | f″+7      | 1950     | Albert Junker, Brilon |
| 2      | Heiliger Vincentius | 514 mm      | 060 kg  | g″+8      | 1950     | Albert Junker, Brilon |